# Arthur Brattberg

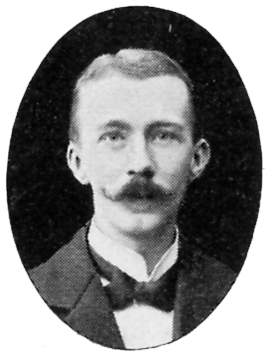
Arthur Brattberg

Arthur Theodor Brattberg, född 1 september 1872 i Uddevalla, död 25 juli 1956 i Uddevalla, var en svensk arkitekt och skulptör.
Arthur Brattberg var elev till skulptörerna Verner Åkerman och Per Hasselberg samt vid École Nationale des Arts Décoratifs och Académie Colarossi i Paris 1888–1890 och vid Konstnärsförbundets skola i Stockholm 1892–1895.
Arthur Brattberg är begravd på Norra kyrkogården i Uddevalla.

## Verk i urval

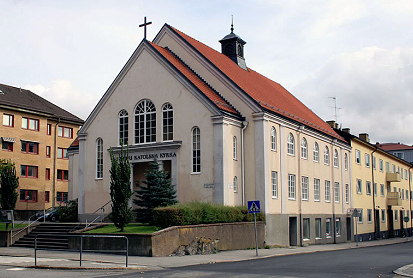
Trollhättans missionskyrka

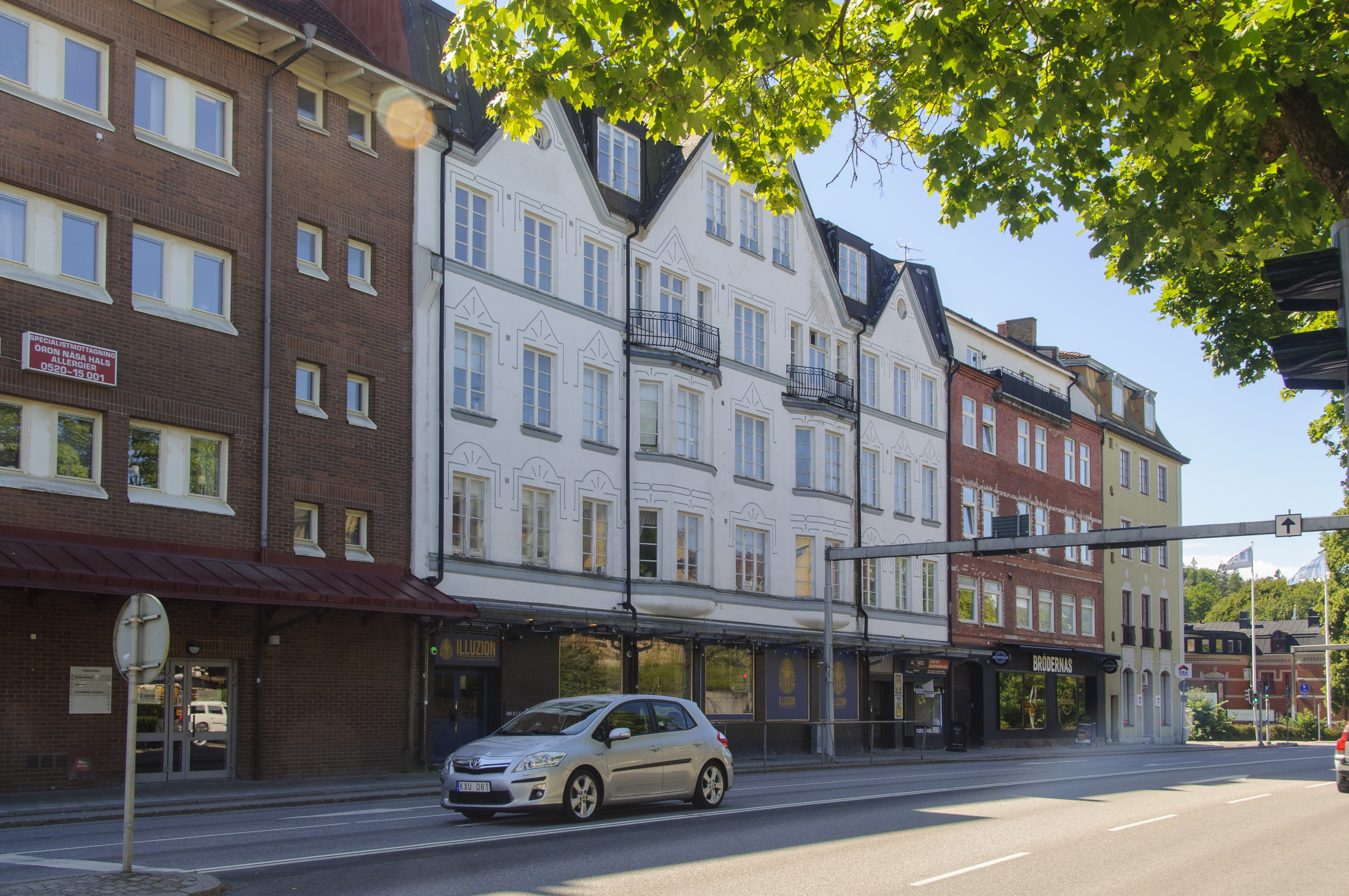
Trollet 2

- Svan 8, Storgatan 43, Trollhättan, 1910 [4]
- Trollet 2, Torggatan 3, Trollhättan, 1910
- Thorburnsvillan, Herrestad, 1917 [5]
- Askums Prästgård , 1919 [6]
- Varmbadhus, Fjällbacka, 1920-talet [7]
- Läkarvilla, Fjällbacka, 1920-talet
- Skolbyggnad i Torps socken, Bohuslän, 1926 [8]
- Toppön 11, Trollhättans missionskyrka, 1926 [9]
- Apoteket Tärnan, Hunnebostrand, 1926 [10]
- Dansbana i Uddevalla, 1930 [11]